# Donje Vardište
Donje Vardište (cyr. Доње Вардиште) – wieś w Bośni i Hercegowinie, w Republice Serbskiej, w gminie Višegrad. W 2013 roku liczyła 76 mieszkańców.